# Malování (Windows)
Malování (též Paint, MS Paint, dříve Paintbrush) je velmi jednoduchý grafický editor pracující s rastrovou grafikou, dodávaný se všemi verzemi operačního systému Microsoft Windows. Program umí pracovat (tedy je otevřít i uložit) s bitmapami (24bitové, 256barevné, 16barevné a monochromatické, všechny s koncovkou souboru .bmp), JPEG, GIF (bez animací nebo průhlednosti, přestože verze z Windows 98 a Windows 95 tyto technologie začaly později podporovat), PNG (bez průhlednosti) a TIFF (bez podpory vícero stránek). Ve verzích Windows 1.01 až Windows 2.11 byl program Malování pojmenován Paintbrush a dokázal pouze pracovat se soubory MSP a to pouze černobíle, ve verzích Windows 3.xx program dokázal tyto soubory otevírat, ale již ne ukládat.
Poslední verze 6.1 je z roku 2009. V průběhu dubna 2017 nahradila program Malování ve Windows 10 náhrada Paint 3D, která je schopna kreslit tří-dimenzionálně, ve Windows 11 byl Paint 3D opět nahrazen původním Malováním.
Program lze také spustit přes Start → Spustit (Win + R) → mspaint nebo pbrush.

## Funkce
- tužka – kreslí určitou barvou
- štětec – kreslí určitou barvou a tvarem, který zvolíte
- spray – kreslí určitou barvou a velikostí. Čím pomaleji se kurzor myši pohybuje po ploše, tím intenzivnější je barva.
- psaní – napíše text určitou barvou, velikostí a fontem
- přímka – nakreslí přímku
- křivka – nakreslí křivku
- obdélník – nakreslí obdélník (popř. čtverec pokud je držena klávesa Shift)
- mnohoúhelník – nakreslí mnohoúhelník tím, že napojuje přímky na sebe
- elipsa – nakreslí elipsu (popř. kruh pokud je držena klávesa Shift)
- čtverec se zaoblenými rohy – nakreslí čtverec se zaoblenými rohy
- vybrat (čtverec) – vybere vše v určeném čtverci
- vybrat (mnohoúhelník) – vybere vše v určitém mnohoúhelníku
- guma – funguje stejně jako štětec, ale barví vedlejší barvou
- barva – změní barvu určité plochy
- kapátko – kliknutím na obrázek zvolíte barvu a kliknutím na funkci zvolíte, jak chcete tuto barvu používat.
- lupa – přiblíží (popř. oddálí) obrázek

## Barvy
Kliknutím levým tlačítkem myši na barvu na liště s barvami zvolíte hlavní barvu a levým tlačítkem vedlejší barvu. Lze také zvolit vlastní barvu. Stačí jen dvojkliknout na lištu s barvami.